# 피쉬만즈
피쉬만즈(일본어: フィッシュマンズ, 영어: Fishmans)는 1987년에 결성된 일본의 덥 밴드이다.

## 약력
1987년에 사토 신지(佐藤伸治, 보컬, 기타)와 모테기 긴이치(茂木欣一, 드럼), 오지마 겐스케(小嶋謙介, 기타)의 편성으로 결성되었다. 1988년에 카시와바라 유즈루(柏原譲, 베이스), 1990년에는 하카세(ハカセ, 키보드)가 들어오며 본격적으로 활동을 시작했다. 초기의 피쉬만즈는 컬러풀하고 아기자기한 레게와 팝을 주로 연주했다.
1994년 <Go Go Round This World!> 맥시 싱글을 마지막으로 오지마 겐스케가, 1995년에는 하카세가 탈퇴한다. 이에 따라 슈가 요시나가(シュガー吉永·기타·Buffalo Daughter）와 코구레 신야(木暮晋也·기타·Hicksville), HONZI(키보드, 바이올린, 아코디언) 등의 객원 멤버를 맞이해 앨범 녹음과 라이브를 해나간다. HONZI는 피쉬만즈의 서포트 멤버로 활동을 이어나가게 되고, 1996년부터 다트 세키구치(ダーツ関口·기타·전 SUPER BAD)가 서포트 기타리스트로 참여하게 된다.
이 멤버로 발표한 <空中キャンプ>와 <Long Season>, <宇宙 日本 世田谷>로 인해 피쉬만즈는 불멸의 명성을 얻게 된다. 덥과 앰비언트, 핑크 플로이드의 영향력을 극도로 확장시킨 이 앨범들은 시부야계의 걸작이라 불린다.
1998년에 라이브 앨범 <男達の別れ>을 마지막으로, 1999년 3월 15일에 사토 신지가 심부전으로 사망하면서 밴드는 해체되었다.

## 구성원
- 사토 신지 (佐藤 伸治) 보컬, 기타

노래 거의 전부를 작사, 작곡했으며, 1999년 3월 15일에 사망했다.
- 모테기 킨이치 (茂木 欣一) 드럼, 코러스

결성시부터 활동했으며, 2001년에 정식으로 도쿄 스카 파라다이스 오케스트라에 들어갔다.

### 이전 구성원
- 카시와바라 유즈루 (柏原 譲·베이스) - Polaris로 해체 후 현재는 otouta로 활동하고 있다.
- 하카세 (ハカセ·키보드) (1990-1995)
- 오지마 겐스케 (小嶋 謙介·기타) (1987-1994)

## 음반 목록

### 앨범
- Panic Paradise (1989 CAPTAIN RECORDS)
- Chappie Don't Cry (1991 MEDIA REMORAS)
- King Master George (1992 MEDIA REMORAS)
- Neo Yankee's Holiday (1993 MEDIA REMORAS)
- ORANGE (1994 MEDIA REMORAS)
- Oh! Mountain (1995 MEDIA REMORAS)
- Kuuchuu Kyampu (1996 POLYDOR)
- Long Season (1996 POLYDOR)
- 宇宙 日本 世田谷 (1997 POLYDOR)
- ８月の現状 (1998 POLYDOR)
- 98.12.28 男達の別れ (1999 POLYDOR)

### 싱글
- Melody
- Go Go Round This World!
- Baby Blue
- Season
- Magic Love
- Walking in the Rhythm
- ゆらめきIN THE AIR
- いかれたBaby

### 컴필레이션
- Fishmans 1991-1994 singles & more (1999 POLYDOR)
- Aloha Polydor (1999 POLYDOR)
- 宇宙 ベスト・オブ・フィッシュマンズ (2005)
- 空中 ベスト・オブ・フィッシュマンズ (2005)
- Fishmans Rock Festival (2007)